# 大村能章

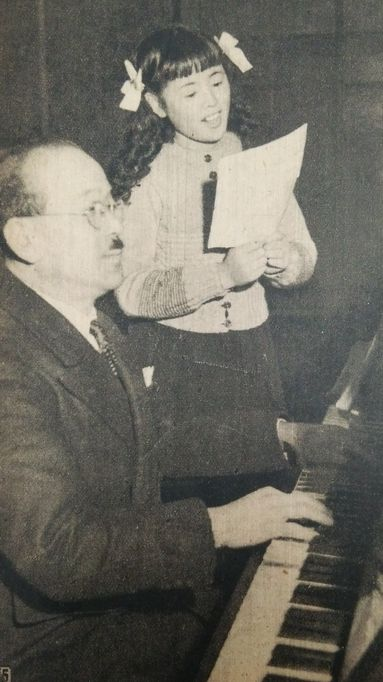
1948年（左）

大村 能章（おおむら のうしょう、1893年（明治26年）12月13日 - 1962年（昭和37年）1月23日）は昭和期の作曲家。本名：大村秀弌。

## 略歴
- 1893年（明治26年）12月13日 - 山口県防府市多々良に米穀商大村良之助、ユフの長男として生まれる。
- 1909年（明治42年） - 横須賀海軍軍楽隊に入隊。
- 1920年（大正9年） - 帰郷後、御園ツネ子と結婚。1女を得る。
- 1926年（大正15年） - 再上京して作曲家をめざす。
- 1931年（昭和6年） - 日本歌謡学院を創設。
- 1933年（昭和8年） - レコード音楽芸術講義録（通信教育）を出版、後進の育成にあたる。
- 1935年（昭和10年） - 藤田まさとの詞に曲をつけた「旅笠道中」が大ヒット。
- 1947年（昭和22年） - 日本音楽著作者組合（後の日本音楽著作権協会）を設立。
- 1957年（昭和32年） - 社会奉仕会『能章会』を設立
- 1958年（昭和33年） - 日本作曲家協会設立に参画
- 1962年（昭和37年）1月23日 - 肺癌のため死去。享年69。

生誕地である防府市佐波神社には大村能章顕彰碑が建っている。
自身が作曲した「同期の桜」（原題戦友の唄）については、死ぬまで自分が作曲したとは口にしなかったという。

## 代表曲
- 城崎温泉節（昭和元年）［野口雨情作詞］
- 旅は鼻唄（昭和10年1月）［佐藤惣之助作詞、歌：東海林太郎］
- 旅笠道中（昭和10年4月）［藤田まさと作詞、歌：東海林太郎］
- お伝地獄の唄（昭和10年8月）［藤田まさと作詞、歌：新橋喜代三］
- 博多小女郎波枕（昭和10年9月）［藤田まさと作詞、歌：東海林太郎］
- 野崎小唄（昭和10年10月）［今中楓渓作詞、歌：東海林太郎］
- お駒恋姿（昭和10年10月）［藤田まさと作詞、歌：東海林太郎］
- 明治一代女（昭和10年11月）［藤田まさと作詞、歌：新橋喜代三］
- 満州想えば（昭和11年2月）［高橋掬太郎作詞、歌：音丸］
- お夏清十郎（昭和11年4月）［佐藤惣之助作詞、歌：東海林太郎］
- 博多夜船（昭和11年8月）［高橋掬太郎作詞、歌：音丸］
- 満州吹雪（昭和11年11月）［高橋掬太郎作詞、歌：音丸］
- 麦と兵隊（昭和13年12月）［藤田まさと作詞、歌：東海林太郎］
- 土と兵隊（昭和14年1月）［藤田まさと作詞、歌：東海林太郎］
- 戦友の唄（同期の桜）（昭和14年7月）［西條八十作詞、歌：樋口静雄］
- 花と兵隊（昭和14年8月）［藤田まさと作詞、歌：東海林太郎］
- 艦上機恙なし（昭和17年10月）［深沢健三作詞、歌：岡晴夫］
- 小判鮫の唄（昭和23年10月）［高橋掬太郎作詞、歌：小畑実］

## 関連書
- 砂田坦・新王山政和編著『大村能章を讃える』大村能章まつり実行委員会、1989年10月。
- 大村能章顕彰会編 編『大村能章記念館 大村能章先生遺品収蔵目録』大村能章顕彰会、2010年2月。